# Strøm (musik)
 For alternative betydninger, se Strøm. (Se også artikler, som begynder med Strøm)
Strøm er dansk institution, der har til formål at fremme elektronisk musik i det danske musikmiljø. Institutionen afvikler Strøm Festival, der afvikles om sommeren i København eller Frederiksberg. Herudover gennemføres en række events, ligesom institutionen skal fungere som videnscenter og formidler af viden om musikgenren.
Fra perioden 2017-2020 modtager Strøm tilskud via en rammeaftale med Statens Kunstfond, Københavns Kommune og Frederiksberg Kommune til aktiviteter.